# Палинур

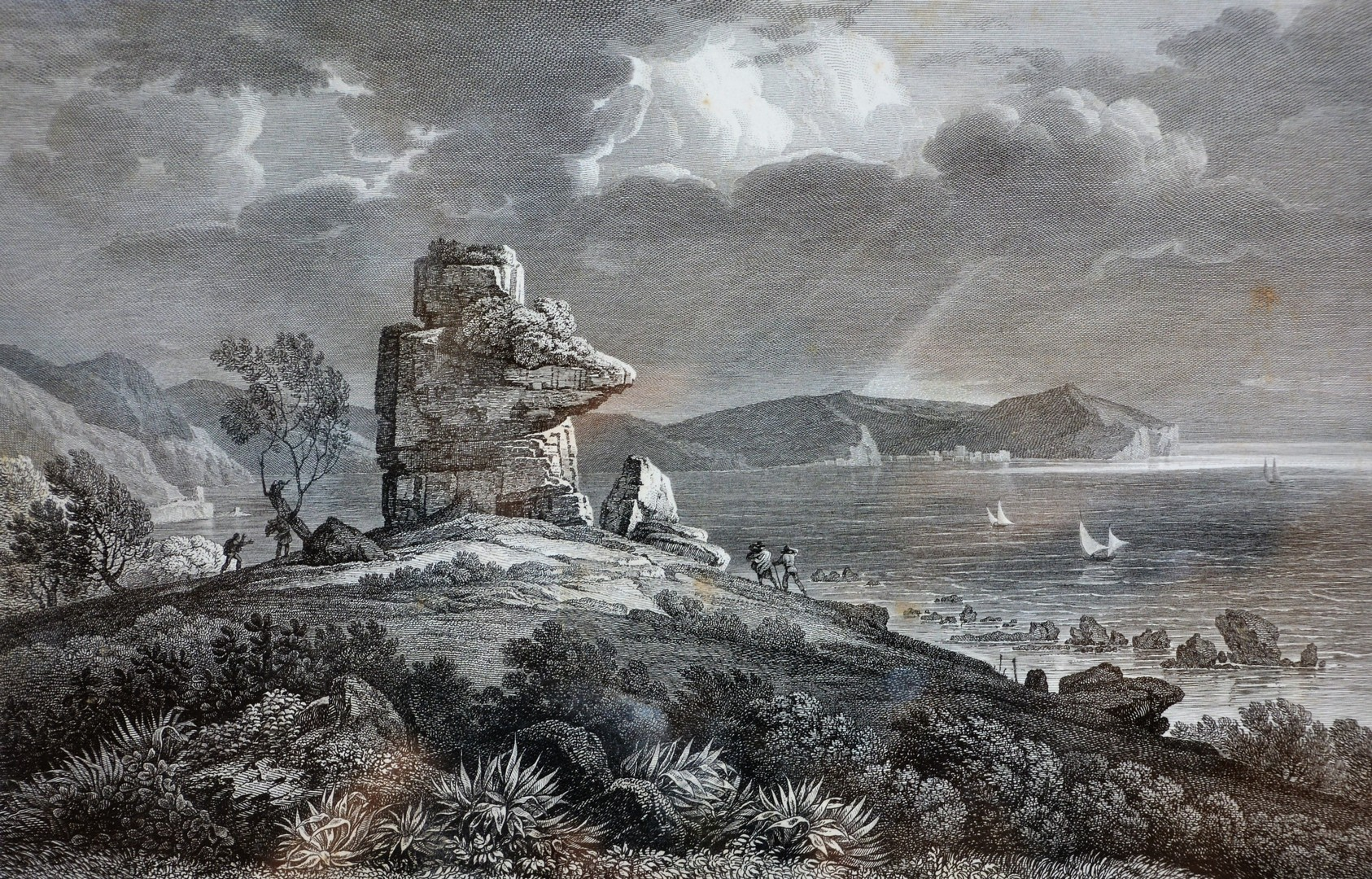
«Кенотаф Палинура», Вильгельм Фридрих Гмелин, 1819 год

Палинур (лат. Palinurus, др.-греч. Παλίνουρος) — персонаж римской мифологии. Сын Иаса. Кормчий Энея в Энеиде. Во время мореплавания троянцев из Африки в Италию флот во главе с Палинуром, попав в бурю, пристаёт к берегам Сицилии. Оттуда, после похоронных игр по Анхису и призыва Юноны к троянкам поджечь корабли, он вместе с другими троянцами вновь отплывает в Италию. Тем временем Венера жалуется о злодеяниях Юноны Нептуну и просит у него безопасных вод для троянцев. Нептун обещает ей защиту и покровительство за одним лишь исключением:

Жизнью заплатит один за спасение многих.
Оригинальный текст (лат.)unum pro multis dabitur caput.

Во время плавания бог Сна обращается к Палинуру в обличье Форбанта, прося его оставить руль ведущего судна. Палинур отказывается, и бог взмахивает на него ветвью, окунутой в Лету и Стикс. Палинур засыпает и падает в море, погубленный Сомнусом. Позднее Эней встречает его в царстве мёртвых, где он говорит, что смог выбраться на берег, но его убили дикари. Он заклинает Энея похоронить его останки, чтобы Харон согласился перевести его на другой берег. Сивилла предрекает ему, что место его смерти будет названо в его честь (мыс Палинур).